# Liste der Mitglieder der Deutschen Akademie der Naturforscher Leopoldina/1896
Die Liste der Mitglieder der Deutschen Akademie der Naturforscher Leopoldina für 1896 enthält alle Personen, die im Jahr 1896 zum Mitglied ernannt wurden. Insgesamt gab es 13 neu gewählte Mitglieder.

## Neu gewählte Mitglieder
| Nr.  | Name                                         | Geboren       | Aufnahme | Gestorben     | Fachsektion                                                        | Bild                                        |
| ---- | -------------------------------------------- | ------------- | -------- | ------------- | ------------------------------------------------------------------ | ------------------------------------------- |
| 3083 | Heinrich Friedrich Karl Ludwig Burkhardt     | 15. Okt. 1861 | 25. Jan. | 2. Nov. 1914  | Mathematik und Astronomie                                          | Heinrich Friedrich Karl Ludwig Burkhardt    |
| 3084 | Ernst Otto Heinrich Kohlschütter             | 26. Dez. 1837 | 2. Feb.  | 7. Sep. 1905  | Wissenschaftliche Medizin                                          | Ernst Otto Heinrich Kohlschütter            |
| 3085 | Artur Moritz Schönflies                      | 17. Apr. 1853 | 15. Feb. | 27. Mai 1928  | Mathematik und Astronomie                                          | Arthur Schoenflies                          |
| 3086 | Max Wolf                                     | 21. Juni 1863 | 10. Apr. | 3. Okt. 1932  | Mathematik und Astronomie                                          | Max Wolf                                    |
| 3087 | Robert Daublebsky von Sterneck               | 7. Feb. 1839  | 13. Apr. | 2. Nov. 1910  | Mathematik und Astronomie                                          | Robert Daublebsky von Sterneck              |
| 3088 | Martin Mendelsohn                            | 16. Dez. 1860 | 31. Aug. | 26. Aug. 1930 | Wissenschaftliche Medizin                                          |                                             |
| 3089 | W. Jordan                                    | 1. März 1842  | 1. Sep.  | 17. Apr. 1899 | Mathematik und Astronomie                                          | W. Jordan                                   |
| 3090 | August Vogler                                | 16. Mai 1841  | 8. Sep.  | 3. Apr. 1925  | Mathematik und Astronomie                                          |                                             |
| 3091 | Diederich Hermann Reinhart von Schlechtendal | 20. Okt. 1834 | 16. Sep. | 5. Juli 1916  | Botanik Zoologie und Anatomie                                      | Dietrich Hermann Reinhard von Schlechtendal |
| 3092 | Franz Matthäus Haid                          | 28. Feb. 1853 | 19. Sep. | 5. Nov. 1919  | Mathematik und Astronomie                                          |                                             |
| 3093 | Frithjof Nansen                              | 10. Okt. 1861 | 2. Okt.  | 13. Mai 1930  | Anthropologie, Ethnologie und Geographie                           | Frithjof Nansen                             |
| 3094 | Ernst Hermann Heinrich Hammer                | 20. Apr. 1858 | 30. Okt. | 11. Sep. 1925 | Mathematik und Astronomie Anthropologie, Ethnologie und Geographie |                                             |
| 3095 | Heinrich Franz Joseph Hartl                  | 23. Jan. 1840 | 30. Okt. | 3. Apr. 1903  | Physik und Meteorologie                                            |                                             |